# Rio Torto (Ponsul)
O rio Torto (afluente do Ponsul) é um rio português, que adquire esta designação no Prado, local onde confluem as águas da Ribeira das Taliscas e da Ribeira de Medelim e desagua no Ponsul, na albufeira da barragem da Idanha (ou Marechal Carmona), a NNE da vila de Idanha-a-Nova. 

## Caracterização

### Designação e descrição
O Rio Torto é também conhecido como Ribeira das Taliscas, da qual é na realidade a continuação, mudando a sua designação a partir do local as águas desta ribeira confluem com as da Ribeira de Medelim, já em território da freguesia de Proença-a-Velha, no Município de Idanha-a-Nova.
A confluência das águas destas duas ribeiras dá-se junto ao moinho do Coucho (e não Coxo como vem referenciado na Carta Militar de Portugal, Folha 257) num local chamado Prado e próximo de um outro conhecido por Faísca, pelo qual passa a Ribeira de Medelim, por isso também conhecida como Ribeira da Faísca.
A designação de Rio Torto fica a dever-se, certamente, ao facto de a partir deste este local e até à Foz o percurso passar a ser muito sinuoso.

### Percurso
Começa na vertente Sudeste de Penamacor, na confluência das águas do Ribeiro do Pinheiro e do Ribeiro do Vale Mourisco, ao qual se juntaram já as águas do Ribeiro do Canafichal e da Ribeira do Canafichal de Cima.
Passa próximo das freguesias de Águas, Pedrógão de São Pedro e Bemposta, ainda com a denominação de Ribeira das Taliscas, entrando depois no território de Proença-a-Velha onde, logo no seu limite norte, se junta com a Ribeira de Medelim, formando-se assim o Rio Torto.
Vai desaguar no Ponsul, próximo da barragem Marechal Carmona, no lugar do Torrão.

### Afluentes
Tem como principais afluentes na margem esquerda:
1 – A Ribeira da Preza, que nasce junto às Portelas, corre de Nascente para Poente e desagua na Ribeira das Taliscas, precisamente no local designado por Taliscas, donde lhe vem o nome;
2 – A Ribeira de Aldeia do Bispo, ou Ribeira da Raivosa, que nasce na encosta sul do Monte do Frade, corre de NE para SO, banha Aldeia do Bispo e desagua na ribeira das Taliscas no extremo norte da freguesia das Águas;
3 – O Ribeiro da Fonte Santa, que nasce na zona do Horto, entre Aldeia de João Pires e as Águas, e desagua na ribeira das Taliscas a menos de 1 Km das Termas da Fonte Santa das Águas;
4 – O Ribeiro do Lagar de Água, que nasce a Oeste de Aldeia de João Pires, corre de NE para SO e dasagua na ribeira das Taliscas a norte da Bemposta;
5 - A Ribeira de Medelim, ou ribeira da Faísca, que se forma a cerca de 3 km a NNE de Medelim, na confluência da Ribeira de Aldeia de João Pires, que nasce junto às Aranhas, com o Ribeiro da Arrancada; este por sua vez forma-se da junção do Ribeiro de Água Doce com o Ribeiro da Granja e com o Ribeiro da Gorlixa, todos eles com nascente entre as Aranhas e Salvador. As águas da Ribeira de Medelim juntam-se às da Ribeira das Taliscas no Prado, entre as povoações de Bemposta e de Proença-a-Velha, junto ao moinho do Coucho, formando-se assim o Rio Torto;
6 - O Ribeiro Mourisco, que tem o seu início a NE de Medelim, corre de NE para SO e entra no rio Torto já a sul de Proença-a-Velha, no lugar do Pisão.
Tem como principais afluentes na margem direita:
1 – A Ribeira da Penela, que tem o seu início na vertente Sul de Penamacor e desagua na Ribeira das Taliscas, cerca de 3 km a sul de Penamacor;
2 – O Ribeiro do Tição, que nasce junto a Pedrógão de São Pedro e desagua na ribeira das Taliscas, junto aos Gregórios, no limite entre os Municípios de Penamacor e de Idanha-a-Nova, servindo de fronteira entre eles durante cerca de 680m;